# کوژانه
کوژانه (به لهستانی:  Kożany) یک روستا در لهستان است که در گمینا یوخنوویتس کوشچیلنه واقع شده‌است.